# 青山彩香
青山 彩香（あおやま あやか）は、日本のAV女優。

## 略歴・人物
2018年5月にAVデビュー

## 出演作品

### アダルトDVD
2018年
- 厳格な家柄の箱入り娘 青山彩香21歳 有名国立大学3年生 偏差値70天才美少女 誰にも絶対秘密のAVデビュー（5月25日、kawaii*）
- 頭は超鈍感なのに身体は超敏感! ごく普通の天然カワイイ現役女子大生デビュー!!（5月25日、本中）※「月美もえ」名義
- 経験回数2回しかない純粋すぎる女子大生がイケメンナンパ師に人生初のガチ恋してAVデビューするまでの密着リアルドキュメント ナンパJAPAN EXPRESS Vol.72（5月25日、ナンパJAPAN）※「きょうこ」名義
- 純粋無垢なメチャカワ天使とキメパコしたらイキ狂いの脳みそバクった孕ませサセ子ちゃんになりましたwww（7月19日、チキチキカマー）
- 中野区で捕獲した、 泣きながら種付けを懇願するどM美少女。（8月1日、ワンズファクトリー）※「あや」名義
- 卒業式直後の名門校美少女メモリアル制服コレクション 最後の制服姿でとびきり恥ずかしい大人のHゲームしてみませんか? 3分前まで女子●生の純白パンティ堪能しまくって思春期ワレメにぬぷぬぷ抜き差し! 禁断の本中出しまでしちゃいました!（8月24日、赤面女子）
- 無垢なブルマ女学生と中出しSEX（9月14日、BAZOOKA）
- マジックミラー号 「早漏に悩む男性の暴発改善のお手伝いしてくれませんか?」 花火大会近くで声をかけた心優しい浴衣美女が敏感チ♥ポを励まし互いに何度も気持ちよくなる連続射精SEX!! 11（9月20日、SODクリエイト）※「まこ」名義
- コタツの中で内緒で悪戯 義妹が可愛すぎて欲望を抑えきれず近親○姦生中出し 3（10月10日、ブリット）※「あや」名義
- 制服美少女監禁観察10日間（11月15日、ピーターズMAX）
- びしょ濡れ女子●生雨宿り強制わいせつ 3（11月23日、TMA）
- 中出し中毒の制服美少女と秘密のワリキリ交際（12月11日、ケートライブ）※「あやか」名義
- 素人ヘアヌード大図鑑 〜高学歴女子大生編（12月14日、S級素人）

2019年
- 顔出し解禁!! マジックミラー便 未成年素人総勢30人! 10代のうぶなキツキツオマ○コに初めてのデカチン挿入で激イキ絶頂!! in渋谷・原宿・池袋・秋葉原・新宿・上野 SEX20人の超拡大スペシャル! 2枚組10時間!!（2月1日、ディープス）※「なつき」名義
- 気になる転校生 あやか 「パパ活してるってさ、あの娘」（2月23日、ビッグモーカル）※「あやか」名義
- 甘えん坊の激カワ女子大生!!!リクルートスーツで今日もチン活!!!（3月1日、AV）※「あやか」名義
- 山梨生まれの某大学準ミスがAVデビュー（3月25日、豊彦）※「園崎みほ」名義
- 俺の妹は素直でカワイイいいなりSEXドール（4月9日、ケートライブ）※「あやか」名義
- センズリのお手伝いして下さい! 可愛い女の子に握らせて射精するまでシコらせch 6（4月10日、ブリット）
- 美女妊娠調教。（4月12日、MDMA）※「中山あやね」名義

### VR
- 制服監禁VR（2018年9月28日、フェチMAXVR）

### アダルトサイト
2018年
- 【初撮り】ネットでAV応募→AV体験撮影 686（6月26日、シロウトTV）※「あやか」名義
- No.912　AYAKA（7月12日、HimeMix）※「アヤカ」名義
- あやかさん（8月21日、俺の素人）
- あやか（8月31日、バイトちゃん）
- あやかさん 2（9月29日、俺の素人）
- あやちゃん（12月20日、エチケット）

2019年
- 【4P乱交・個人撮影】理科あやみ先生25才 中●教師とハメ撮り成功☆学校でモテモテアイドル淫乱先生!生物学的に優秀なイケメンチンポを是非とも入れてみたい!喜んでハメられ同時イキ中出し!（3月29日、中出しナックルズα）※「あやみ」名義　共演:まりえ
- 個人撮影】体育教師まりえ先生26歳☆中●教師とハメ撮り成功☆学校で男子生徒を発情させてしまうフェロモンおっぱい先生!禁欲生活3か月!イケメンたちにチヤホヤされて浮かれて脱がされ性（4月9日、中出しナックルズα）※「あやみ」名義　共演:まりえ
- 【乱交5P・個撮】真面目な学校の先生なのに乱交チンポまみれで淫乱イキまくり!巨根に何度も貫かれ幸せハッピーな痙攣種付けパーティ! 素人 個人撮影（4月23日、中出しナックルズα）※「あやみ」名義　共演:まりえ
- 素人パンチラ in 自宅で個人撮影会 vol.092 アイドル系ライブコスチューム♥J３年生モデル あやみちゃん「え!ちょっと…触ってますよね…ダメですってば……（あぅ!きもちくなっちゃうよ…///」（8月30日、やみつき!いちごパンツ）※「あやみ」名義